# Thaumaglossa pseudohilleri
Thaumaglossa pseudohilleri is een keversoort uit de familie spektorren (Dermestidae). De wetenschappelijke naam van de soort werd in 2006 gepubliceerd door Jiří Háva.